# Zlatý kůň
Zlatý kůň je národní přírodní památka nacházející se v CHKO Český kras na území obce Koněprusy. Chráněná oblast byla vyhlášená v roce 1972 a zabírá rozlohu 37,35 ha. NPP Zlatý kůň je vápencové návrší, ve kterém se nachází nejdelší jeskynní systém v Čechách – Koněpruské jeskyně. Z jižní a západní strany návrší Zlatého koně se nacházejí vápencové lomy Čertovy schody. Předmětem ochrany jsou jak krasové útvary a významné paleontologické naleziště, tak evropsky významné druhy netopýra velkého a vrápence malého.
Pro návštěvníky je zde možnost prohlídky Koněpruských jeskyní s výkladem průvodce. V lokalitě NPP Zlatý kůň je také vybudována naučná stezka s informačními tabulemi, procházející starým vápencovým Houbovým lomem, kde je možnost volného sběru zkamenělin.

## Lokalita
Národní přírodní památka Zlatý kůň se nachází v CHKO Český kras v okrese Beroun na katastrálním území obce Koněprusy. Jedná se o návrší s výškou 475 metrů, přičemž chráněné území pokrývá rozlohu 37,35 ha ve výškách 395–475 metrů. Na území NPP Zlatý kůň se nacházejí Koněpruské jeskyně a starý vápencový Houbův lom. Z jižní a západní strany kopce přiléhají činné vápencové velkolomy Čertovy schody západ a východ. Asi 400 m od pokladen do Koněpruských jeskyň se nachází parkoviště pro návštěvníky jeskyně.

## Historie
Území Zlatého koně bylo v roce 1972 vyhlášeno chráněným přírodním výtvorem (CHPV), čímž se zajistila právní ochrana jeskyně, krasových jevů a dalších geologických a paleontologických nálezů. V roce 1992 byl CHPV prováděcí vyhláškou převeden do kategorie národní přírodní památka (NPP) zákonem o ochraně přírody. V roce 2005 byla nařízením vlády lokalita zařazena do seznamu evropsky významných lokalit (EVL), čímž se pod ochranu dostala i živá přírody. 

###### Historie těžby vápence
Těžba vápence v lokalitě Zlatého koně probíhala již od dob středověku a využívalo se na výrobu páleného vápna. S rozvojem průmyslu pak stoupla spotřeba vápna a vznikaly otevřené lomy. Od konce 19. století zde bylo několik, v současnosti už opuštěných vápencových lomů (Houbův a Husákův lom). Tyto lomy zásobovaly zdejší a okolní vápenku a vápenice až do roku 1946, kdy byly lomy i vápenka znárodněny a vznikl národní podnik Králodvorské cementárny. Z počátku těžba probíhala pouze v prostorech Císařského lomu (dnes Velkolom Čertovy schody – západ) a v ostatních se ukončila. Počátkem 60. let 20. století Vznikla nová vápenka hned vedle lomů. V roce 1987 se otevřel Velkolom Čertovy schody - východ a spolu s Velkolomem Čertovy schody – západ v nich dosud probíhá těžba. Těžbou byly nicméně odkryty také jedinečné geologické profily či krasové jevy, jako jsou samotné Koněpruské jeskyně, které byly objeveny při těžbě v Houbově lomu v roce 1950. Z vytěženého vápence se vyrábí hašené vápno do malty, vápno do zemědělství (pomalu rozpustná hnojiva), filtry pro spalovny odpadu a vápno pro výrobu papíru.

## Přírodní poměry

### Geologie

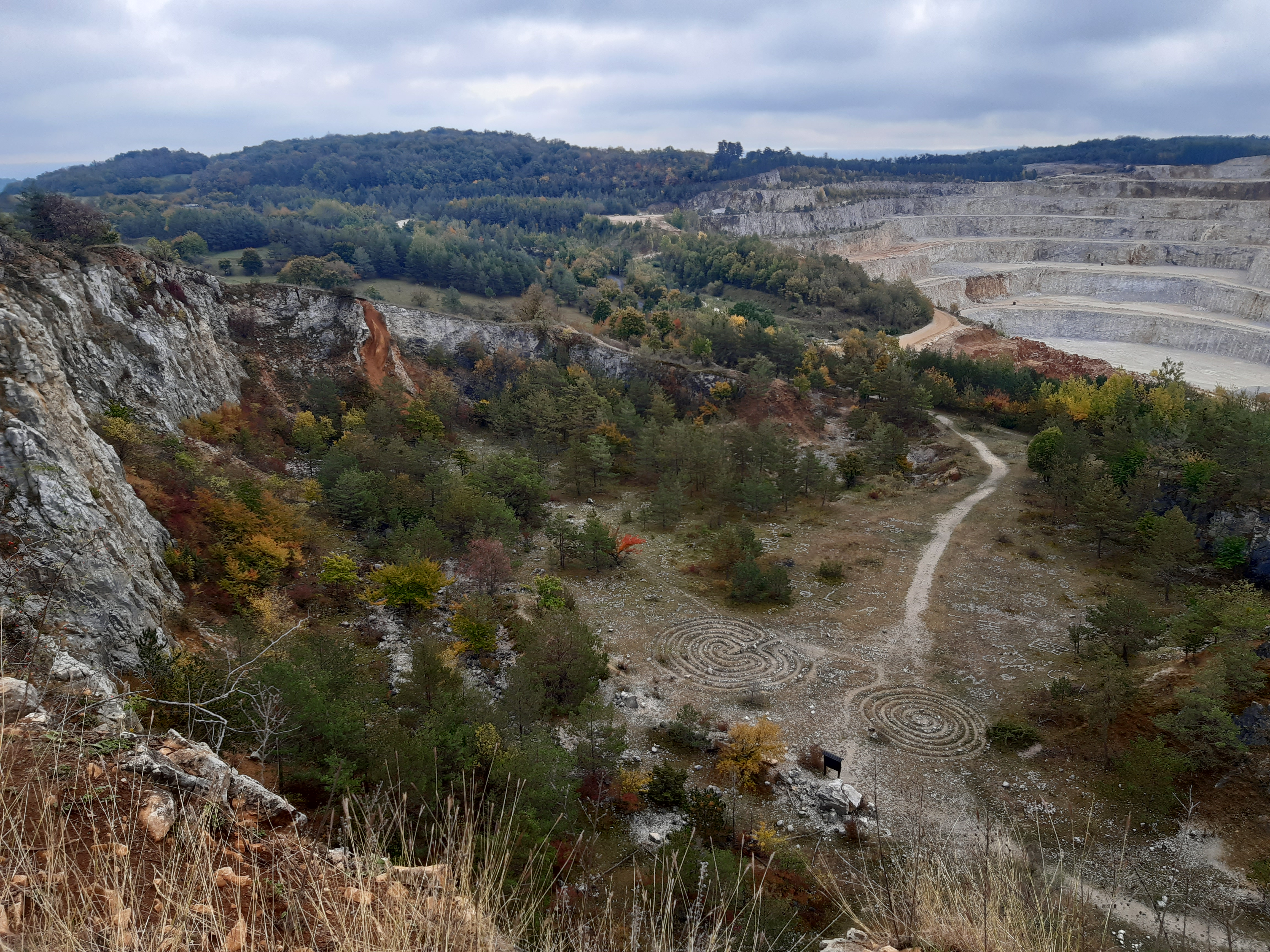
Houbův lom, v pozadí Velkolom čertovy schody - východ

Návrší má plochý hřbet s vrcholem v nadmořské výšce 475 metrů a příkrými bočními svahy, které jsou z jižní a západní strany narušeny vápencovými lomy. Geologický podklad okolí je tvořen devonskými vápenci, které tvoří rozsáhlou plochou synklinálu s nejmladšími vrstvami v oblasti návrší Zlatého koně. Ze severní strany je synklinála porušena tektonickou poruchou, kde vznikl Voškovský přesmyk. Na několika místech lze pozorovat struktury zvané neptunické žíly, kdy praskliny ve vápenci vzniklé tektonickým pohybem byly vyplněny mladšími vápenci.
Koněpruské vápence vznikaly pod mořskou hladinou v době spodního devonu asi před 410 miliony lety, kdy se Český masiv nacházel v rovníkové oblasti. Koněpruské vápence se vyznačují bělavým zbarvením a jejich geneze je dvojího typu – biogenní a biodetritická. Biogenní vápence představují vlastní jádro útesu a vnikaly útesotvornou činností přisedlých mořských organismů, např. koráli, stromatopory, lilijicemi, mechovkami, vápnitými řasami, sinicemi či bakteriemi. Tyto vápence můžeme vidět například na dobře odhalené východní stěně Císařského lomu. Biodetritické vápence vznikají aktivitou přisedlých živočichů a erozní činností vln o jádro útesu za vzniku drtě, ale také hromaděním schránek živočichů. V pro veřejnost přístupném Houbově lomu můžeme nalézt fosilní schránky těchto organismů, přičemž koněpruské vápence obsahují asi 500 druhů zkamenělin devonské fauny.

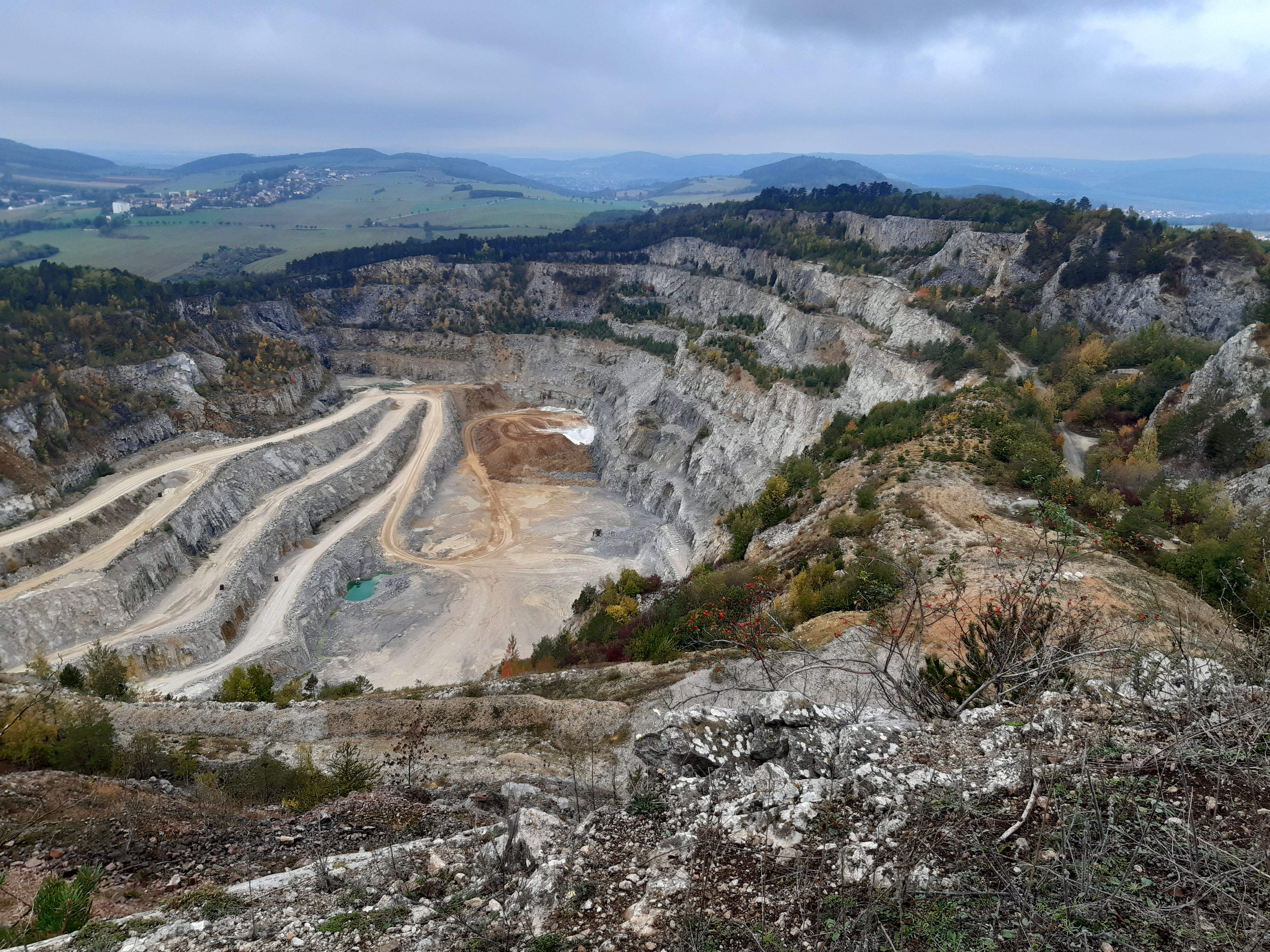
Velkolom Čertovy schody-západ

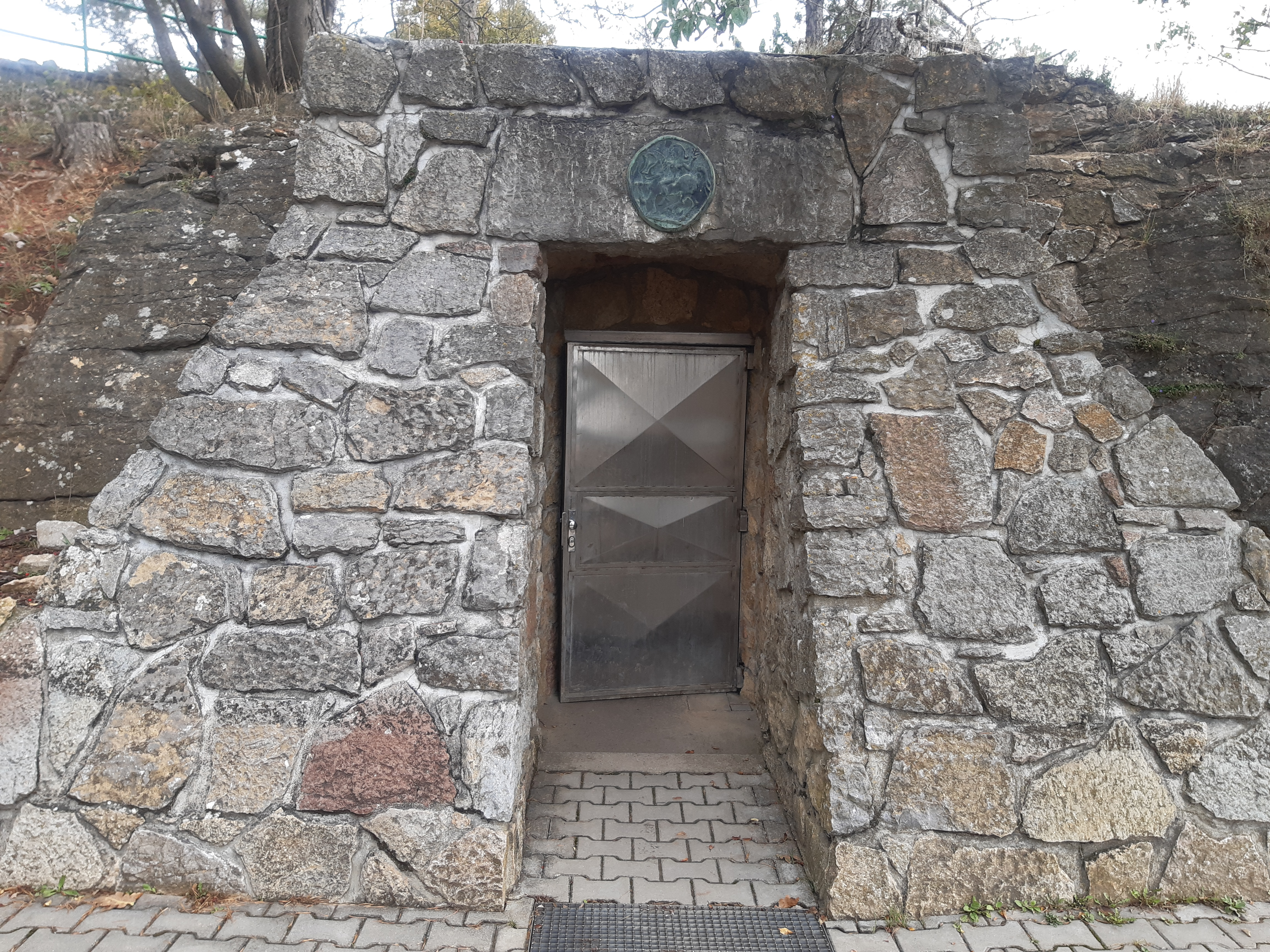
Východ z Koněpruských jeskyní

Během třetihor a čtvrtohor vznikly v útesových vápencích Zlatého koně Koněpruské jeskyně. Tyto jeskyně jsou se svou délkou dva kilometry nejdelším známým jeskynním systémem v Čechách. Jeskyně byly znovuobjeveny v roce 1950 při těžařské práci v Houbově lomu. Další průzkumné práce objevily tři patra – svrchní, střední a spodní, dosahující hloubky až 70 m. Některé místnosti jeskynního systému jsou bohatě zdobeny krápníky. Nejstarší dochovanou krápníkovou výzdobou jsou Koněpruské růžice, krápníky ve tvaru sintrových koulí. Tyto růžice jsou zajímavé také svým obsahem opálu. V jeskyni se našlo také několik fosilních kostí zvířat i ženy typu Homo sapiens sapiens. Podle genetické analýzy z roku 2021 došlo ke zpřesnění stáří na 36-45 tisíc let a prokázání 3,2 % neandertálského  genomu, což odpovídá mísení o 70-80 generací dříve. Ve svrchním patře zde byla nalezena středověká penězokazecká dílna z 15. století, kde penězokazci falšovali tehdejší minci – peníz, na kterém byl vyobrazen dvouocasý český lev. Falešné mince se zde razily z měděného plechu a následně stříbřily.

### Pedologie
Na vrcholu svahu Zlatého koně je půda kamenitá, mělká a snadno vysychá. Na některých místech vystupuje na povrch organodetritický vápenec, zvětralá mateční hornina.

### Vegetace
Lokalita Zlatého koně se od poslední doby ledové postupně zalesňovala a od počátku našeho letopočtu až do středověku nastal rozmach dřevin. V období středověku došlo k odlesnění a tento stav je zachován dodnes. Lesní porost se nachází pouze na severním úbočí, kde nalézáme druhy jako habr obecný (Carpinus betulus), dub zimní (Quercus petraea) a buk lesní (Fagus sylvatica). Většinu území však pokrývá stepní xerotermní vegetace. Mělká kamenitá půda je pokrytá převážně travinami a kvůli velkému příkonu slunečního záření se zde daří převážně stepní vegetaci, což bylo v minulosti podpořeno pastvou ovcí a koz. V současnosti byla za účelem udržení stepní biodiverzity pastva obnovena. Nacházíme zde i křoviny, např. trnku obecnou (Prunus spinosa), svídu krvavou (Cornus sanguinea) či růži šípkovou (Rosa canina), které představují hrozbu pro vzácné stepní druhy. Z bylin převládajícím druhem je například kostřava žlábkatá (Festuca rupicola). Dále nacházíme druhy jako ostřici nízkou (Carex humilis), mochnu písečnou (Potentilla arenaria), chrpu chlumní (Centaurea triumfettii), mateřídoušku časnou (Thymus praecox) či nápadný jarní druh koniklec lučního českého (Pulsatilla pratensis subs. Bohemica).
Zvláštní vegetační lokalitou jsou staré opuštěné lomy, kde se nacházejí různé druhy lišejníků a mechorostů, např. tučnolístek tuhý (Aloina rigida) či blýskavka žlutá (Fulgensia fulgens). Obnažený povrch lomů umožňuje uchycení se pionýrským druhům, z dřevin jsou to mimo jiné druhy vrba jíva (Salix caprea), jasan ztepilý (Fraxinus excelsior) a topol osika (Populus tremola).

### Fauna
Na vápencovém podkladě nacházíme měkkýše, typicky například žitovku obilnou (Granaria frumentum). Endemitem Českého krasu a Křivoklátska je závornatka (Bulgarica nitidosa). Travinná vegetace přitahuje mnohý létající hmyz, například otakárek fenyklový (Papilio machaon), modrásek vikvicový (Polyommatus coridon), babočka kopřivová (Aglais urticae) či různé druhy čmeláků (Bombus). Skalní stepi jsou domovem ohroženého druhu okáče skalního (Chazara briseis). Z arachnofauny zde byl zaznamenán například stepník rudý (Eresus cinnaberinus), z plazů ještěrka obecná (Lacerta agilis), slepýš křehký (Anguis fragilis) či užovka hladká (Coronella austriaca). Ptáci kteří zde obývají bezlesí krajinu jsou pěnice vlašská (Sylvia nisoria) či ťuhýk obecný (Lanius collurio), na skalách nacházíme poštolku obecnou (Falco tinnunculus).
Zlatý kůň je díky Koněpuským jeskyním také významnou lokalitou pro hibernující letouny. Jeskyně jsou zimovištěm evropsky významných druhů netopýra velkého (Myotis myotis) a vrápence malého (Rhinolophus hipposideros). Běžně v Koněpruských jeskyních a jeskyni Nová propast v Císařském lomu každoročně zimuje kolem 200 jedinců netopýra velkého a asi 100 jedinců vrápence malého. Zimující kolonie vrápence malého je zde největší známou v Českém krasu. Oba druhy patří mezi kriticky ohrožené a zákonem chráněné druhy.

## Ochrana

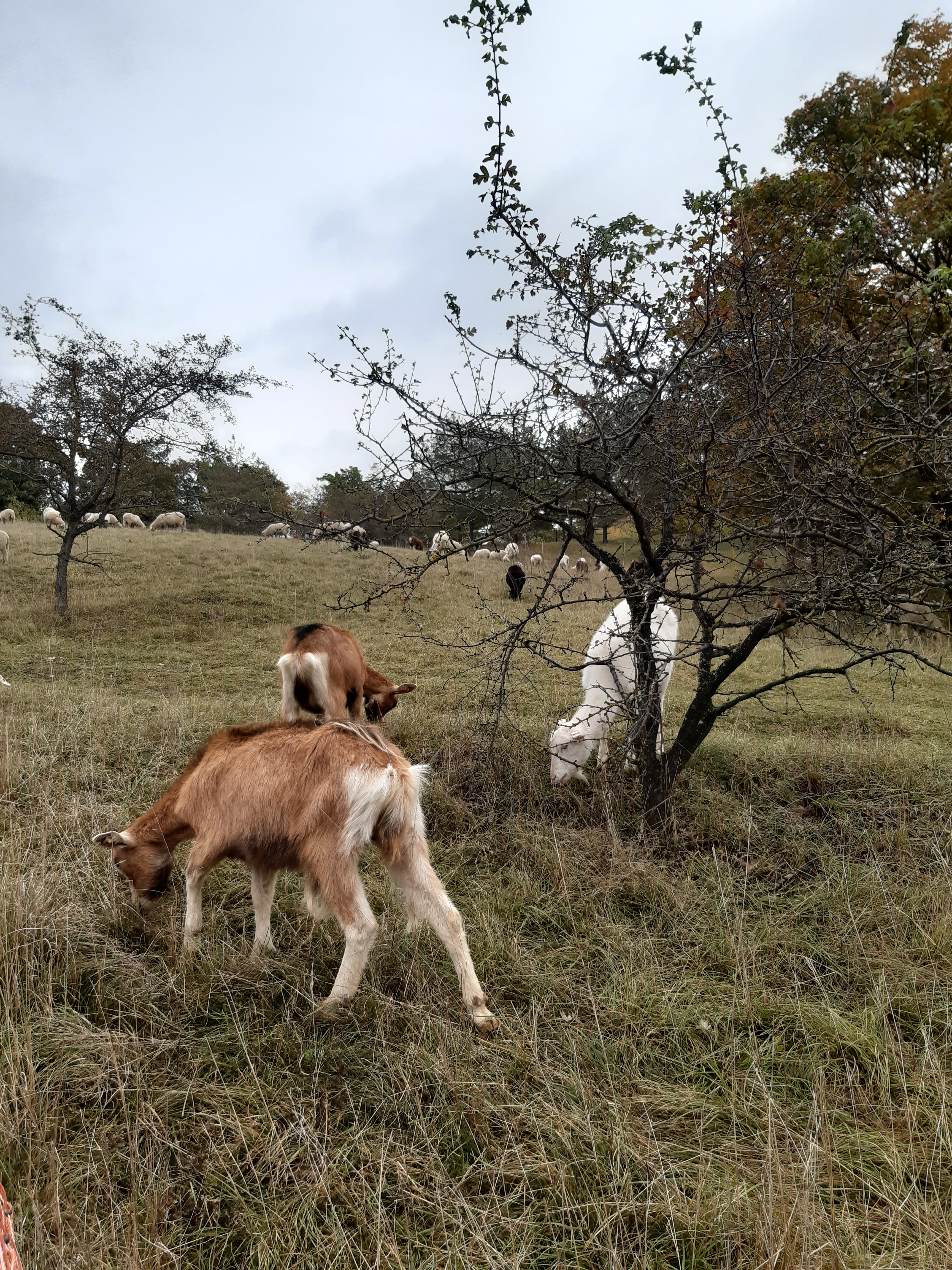
Obnovená pastva za účelem udržení biodiverzity

Předmětem ochrany jsou Koněpruské krápníkové jeskyně a jiné krasové jevy jako jedny z geologicky nejstarších v Evropě, s fosilními zbytky zvířat a člověka z mladšího pleistocénu a s archeologickými i historickými nálezy. Území Zlatého koně bylo v roce 1972 vyhlášeno Chráněným přírodním výtvorem (CHPV) a až v roce 1992 bylo prováděcí vyhláškou převedeno do seznamu Národních přírodních památek (NPP). V roce 2005 byla lokalita Zlatého koně zařazena mezi evropsky významné lokality (EVL), čímž se pod ochranu dostala kromě krasových útvarů a paleontologických nálezů také místní fauna a flora. Chráněné území platí pro rozlohu 13,35 ha plochy. Ochrana zahrnuje evropsky významné druhy netopýra velkého (Myotis myotis) a vrápence malého (Rhinolophus hipposideros). Cílem ochrany NPP Zlatý kůň, je udržení a zlepšení stavu zachovalosti Koněpruských jeskyň a zlepšení poznání paleontologých nálezů. Dále je snaha o uchování a zlepšení stavu ekosystémů, zejména pak evropsky významných druhů a biotopů.
V současné době je péče o území zajišťována Agenturou ochrany přírody a krajiny ČR a Správou Chráněné krajinné oblasti Český kras, která vykonává státní správu ochrany území. Správa jeskyní ČR se zabývá péči o Koněpruské jeskyně a zabezpečuje průvodcovské prohlídky pro veřejnost. Péče o Koněpruské jeskyně spočívá v likvidaci plísňových povlaků a lampenflóry, a v čištění stěn jeskyně z důvodu ochrany krápníkové výzdoby. Péče o geologické profily je zabezpečována likvidací náletových dřevin v Houbově lomu, za účelem udržení nezarostlé světově významné paleontologické lokality.
Dochází zde ke střetu zájmů mezi správou jeskyní a těžební firmou. Trhací práce v lomech mohou ovlivnit stabilitu jeskyní, proto v nich probíhá nepřetržité monitorování intenzity otřesů. Samotné těžební práce jsou z ochranářského hlediska vnímány jak negativně, tak i pozitivně. Těžba výrazně zasáhla do tehdejšího krajinného rázu, avšak v současnosti poskytuje vhodné stanoviště pro druhy vázané na raná sukcesní stádia. Pozitivně je těžba vnímána zejména díky objevu Koněpruských jeskyní a zpřístupnění geologického reliéfu.
Ochrana nelesních ploch je zajišťována řízenou pastvou ovcí a koz a doplňována občasným vyřezáváním dřevin. Pohyb návštěvníků je dostatečně regulován komunikacemi a naučnou stezkou, přičemž mírný rozptyl návštěvníků na vrcholu a sešlap trávníků je vnímán pozitivně.
Na lokalitě Zlatého koně byl učiněn neúspěšný pokus o vytvoření kolonie sysla obecného (Spermophilus citellus). Jednalo se o první pokus reintrodukce sysla v ČR. První odchyt a vypouštění jedinců probíhal v roce 1989. Mladí jedinci však lokalitu opouštěli. V roce 1992 bylo za pomocí vypouštějících ohrádek populace sysla posilněna o další jedince. Projekt reintrodukce byl však neúspěšný kvůli malému počtu vypouštěných jedinců a ukončení posilování populace. Do roku 2007 se už na lokalitě Zlatého koně žádný jedinec sysla obecného nenacházel.
O průzkum a ochranu jeskyní v NPP Zlatý kůň se stará též Česká speleologická společnost, konkrétně skupina ZO1 - 04 - Zlatý kůň.

## Turismus

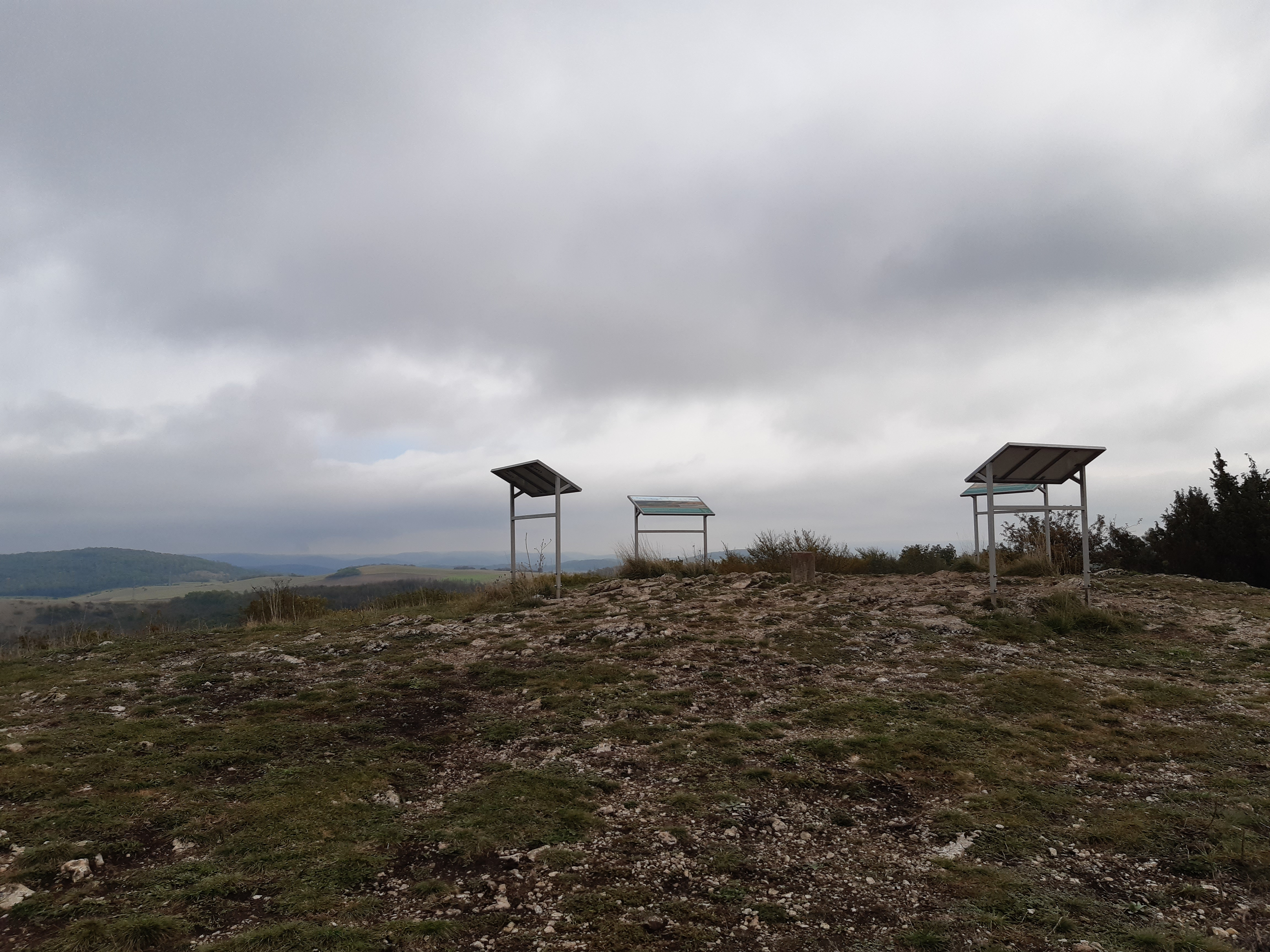
Informační tabule na vrcholu Zlatého koně

Turistickou zajímavostí jsou zde Koněpruské jeskyně, které jsou veřejně přístupné od roku 1959 a ročně je navštíví desítky tisíc turistů. Asi 400m od pokladny se nachází placené parkoviště pro návštěvníky. Doprava na místo je možná také pěšky po několika turistických trasách, či autobusem na zastávku Koněprusy, jeskyně.
Na návrší NPP Zlatý kůň se nachází naučná stezka s informačními tabulemi. Stezka začíná na třech místech – u parkoviště, pokladen Koněpruských jeskyní a u východu z jeskyně. Trasa naučné stezky vede přes vrchol s kruhovým výhledem do okolí, dále pokračuje k vyhlídce nad Císařský lom, nyní součástí vápencového Velkolomu Čertovy schody - Západ. Následuje strmější sjezd dolů ze Zlatého koně do opuštěného Houbova lomu, kde je možno najít zkameněliny. Z Houbova lomu můžeme vidět skalní otvor, kterým byly Koněpruské jeskyně objeveny v roce 1950 při těžbě v lomu. Naučná stezka Zlatý kůň dále opouští NPP Zlatý kůň a pokračuje do PR Kobyla, kde se nachází starý vápencový lom Na Kobyle a asi 60m dlouhý tunel, kterým trasa prochází a vede zpátky k parkovišti u Koněpruských jeskyní. Naučná stezka tvoří okruh dlouhý asi 3,5km s 11 informačními tabulemi.